# Caesar Eugen Wegmann
Caesar Eugen Wegmann, auch César Eugène Wegmann, oft C. E. Wegmann zitiert, er selbst benutzte den Vornamen Eugen bzw. Eugène, (* 18. April 1896 in Schaffhausen; † 7. Januar 1982 in Neuchâtel) war ein Schweizer Geologe, der sich insbesondere mit der Geologie Skandinaviens und Grönlands befasste.

## Leben und Werk
Nach dem Besuch des Gymnasiums in Schaffhausen studierte er ab 1915 Geologie an der Universität Neuchâtel bei Émile Argand, der damals umfangreiche Arbeiten für eine tektonische Karte Asiens anstellte. Um 1923 wurde er bei Argand promoviert. 1924/25 setzte er sein Studium in Zürich (Paul Niggli), Paris (Émile Haug) und Grenoble (Wilfrid Kilian) fort und reiste danach nach Norwegen (bei J. H. Vogt) und Finnland, wo er 1927 Assistent von Jakob Johannes Sederholm in Helsinki war. Danach war er in Innsbruck bei Bruno Sander und in Belgien und schloss sich 1934 bis 1938 den Grönland Expeditionen von Lauge Koch an. Nach der Rückkehr 1938 war er zunächst erkrankt und arbeitete die Ergebnisse der Expedition aus. 1940 bis zu seiner Pensionierung 1964 war er Professor in Neuchâtel.
In seinem Aufsatz Zur Deutung der Migmatite führte er das Konzept tektonischer Stockwerke ein und war einer derjenigen, die die Entstehung von Graniten durch Migmatisierung postulierten. Wegmann befasste sich auch mit Geologie-Geschichte.
1956 wurde er zum korrespondierenden Mitglied der Göttinger Akademie der Wissenschaften gewählt. 1959 erhielt er die Gustav-Steinmann-Medaille. Seit 1965 war er assoziiertes Mitglied der Académie royale des Sciences, des Lettres et des Beaux-Arts de Belgique.
1946 bis 1958 war er in der Redaktion der Geologischen Rundschau der Geologischen Vereinigung und beteiligte sich an deren Erneuerung nach dem Zweiten Weltkrieg. Die französische geologische Gesellschaft vergibt den Prix Wegmann ihm zu Ehren. Er war Ritter der Ehrenlegion und Ehrenmitglied der Naturforschenden Gesellschaft Schaffhausen.

## Schriften
- Zur Deutung der Migmatite. In: Geologische Rundschau, Band 26, 1935, S. 305–350
- Diskontinuität und Kontinuität in der Erdgeschichte. In: Geologische Rundschau Band 38, 1950, S. 125–132
- Tectonic patterns at different levels. In: Transactions of the Geological Society of South Africa, Band 66, 1963 (Alex L. du Toit Memorial Lectures, 78 Seiten)
- Herausgeber Étages tectoniques: colloque de Neuchâtel, 18–21 avril 1966, 1967
- Preliminary report on the Caledonian orogeny in Christian X.’s Land (north-east Greenland), Kopenhagen, C. A. Reitzel 1935
- Geological Investigations in Southern Greenland, Kopenhagen, C. A.  Reitzel 1938